# 千歳村 (千葉県)
千歳村（ちとせむら）は、千葉県安房郡（朝夷郡）にかつて存在した村である。
現在の南房総市の東部（旧千倉町）に位置している。内房線千歳駅などにその名をとどめる。

## 沿革
- 1889年（明治22年）4月1日 - 町村制の施行により川合村、安馬谷村、峯村、久保村、白子村が合併して朝夷郡千歳村が発足。
- 1897年（明治30年）4月1日 - 朝夷郡が安房郡に編入。
- 1927年（昭和2年）5月20日 - 北条線（現内房線）に千歳仮停車場が開業。
- 1930年（昭和5年）8月1日 - 千歳仮停車場が駅に昇格。
- 1954年（昭和29年）8月1日 - 千倉町と合併し、改めて千倉町を新設。同日千歳村廃止。
- 1955年（昭和30年）3月15日 - 千倉町の一部（旧千歳村：安馬谷、峰、白子の一部、久保の一部）が豊田村、丸村と合併し、丸山町を新設。
- 2006年（平成18年）3月20日 - 千倉町、丸山町が、富浦町、富山町、白浜町、和田町、三芳村と合併して南房総市を新設。

## 交通

### 鉄道
- 国鉄（現JR東日本）
  - 内房線：千歳駅